# 大学生联合会

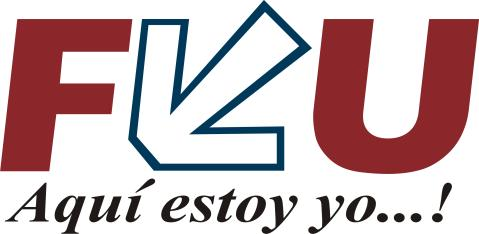
大学生联合会标志（图中文字意为“我在这里……！”）

大学生联合会（西班牙語：Federación Estudiantil Universitaria，缩写为FEU）是古巴的一个代表大学生的组织。它是拉丁美洲历史最悠久、最具传统的学生组织之一。
该组织由胡利奥·安东尼奥·梅利亚于1922年创建，当时美洲的大学正处于改革热潮中。最初，只有哈瓦那大学的学生属于该组织。如今，除了传统大学的学生外，参与该组织的还有那些在古巴大学地方化进程中学习的学生。
该组织与拉丁美洲和世界各地的10几个学生组织保持联系，并隶属于拉丁美洲和加勒比大陆学生组织
。